# Sky Fort
Le Sky Fort est un gratte-ciel en construction à Sofia en Bulgarie. Il s'élèvera à 202 mètres. Son achèvement est prévu pour 2019. 
Il fait partie du complexe Sofia Capital City qui comprend un autre gratte-ciel, le Capital Fort de 126 mètres de hauteur qui a été achevé en 2015.